# Phyllocarida
I Fillocaridi (Phyllocarida Packard, 1879) sono una sottoclasse di crostacei, appartenenti alla classe dei Malacostraca, di cui rappresentano il gruppo più primitivo. 

Oggi, di questa sottoclasse, permane solo l'ordine Leptostraca a cui fanno capo tre famiglie con non più di 40 specie descritte.

I resti fossili indicano una presenza di esemplari di questo gruppo già fin dal Cambriano inferiore.

Due gli ordini estinti:
- †; Hymerotraca Rolfe, 1969
- †; Archaeostraca Claus, 1888

## Caratteristiche
I Fillocaridi hanno un largo carapace bivalve con o senza cardine dorsale e valve connesse tra loro da muscoli adduttori. 

Il carapace forma anteriormente una piastra rostrale lanceolata.

Il torace è formato da otto somiti corti e liberi; l'addome è formato da sette somiti oltre il telson; il settimo somite è senza appendici; il telson porta all'estremità un'appendice (furca) divisa in due rami.